# Joshua Meador
Joshua Meador (Columbus, 12 de março de 1911 — Caspar, 24 de agosto de 1965) foi um animador e especialista em efeitos especiais norte-americano.